# Amara Condé
Amara Condé (Freiberg, 6 januari 1997) is een Duits-Guinees voetballer die doorgaans als middenvelder speelt. Hij verruilde halverwege 2025 sc Heerenveen voor SV Elversberg.

## Carrière
Condé doorliep de jeugdopleidingen van Bayer 04 Leverkusen en VfL Wolfsburg. Hij kwam uiteindelijk nooit uit voor het eerste van Wolfsburg, maar speelde wel 40 wedstrijden voor Wolfsburg II. Ook kwam hij met Wolfsburg uit in de UEFA Youth League, waaronder tegen Manchester United en PSV. Hij was aanvoerder en scoorde tegen PSV een doelpunt in een wedstrijd die met 4-1 werd gewonnen.
In het seizoen 2017/18 werd Condé uitgeleend aan Holstein Kiel, dat uitkwam in de 2. Bundesliga. Hij speelde acht wedstrijden voor de ploeg.

### Rot-Weiss Essen
Medio 2019 vertrok Condé transfervrij naar Rot-Weiss Essen. RW Essen kwam op dat moment uit in de Regionalliga West. Hij debuteerde op 26 juli 2019 tegen Borussia Dortmund II. Hij scoorde meteen een doelpunt uit een vrije trap; Rot-Weiss won de wedstrijd met 2-1. Condé speelde alle wedstrijden dat seizoen. Rot-Weiss won het seizoen 2019/20 de Niederrheinpokal.
Ook in het seizoen 2020/21 maakte Condé veel minuten voor de club uit Essen. Op 2 februari 2021 wist Rot-Weiss Bayer 04 Leverkusen uit te schakelen in de DFB-Pokal, maar verloor in de kwartfinale van Holstein Kiel. In totaal speelde Condé 67 wedstrijden voor de club, waarin hij vier keer wist te scoren.

### 1. FC Magdeburg
In de zomer van 2021 vertrok Condé naar 1. FC Magdeburg, dat een niveau hoger speelde, in de 3. Liga. Condé debuteerde tegen SV Waldhof Mannheim in de eerste speelronde van het seizoen en speelde dat seizoen zo goed als alle wedstrijden. Mede dankzij Condé werd Magdeburg dat seizoen kampioen en promoveerde naar de 2. Bundesliga. De club won ook de regiobeker van Saksen-Anhalt.
Condé werd aangesteld als aanvoerder van Magdeburg in zijn rentree na vijf jaar in de 2. Bundesliga. Ook de seizoenen 2022/23 en 2023/24 speelde hij bijna alle wedstrijden. In totaal kwam hij 103 keer uit voor Magdeburg, waarin hij negen keer scoorde.

### sc Heerenveen
Medio 2024 werd Condé overgenomen door sc Heerenveen. Hij maakte zijn debuut in de Eredivisie op 27 september, tegen Heracles Almelo (1-2). Hij begon in de basis, maar werd na een helft gewisseld voor Espen van Ee. In zijn jaar bij Heerenveen kreeg Condé weinig speeltijd. Hij kwam slechts tot 18 wedstrijden, voornamelijk invalbeurten. 
Medio 2025 verkaste Condé naar SV Elversberg, dat uitkwam in de 2. Bundesliga.

## Interlandcarrière
Condé speelde in verschillende jeugdelftallen van Duitsland. Hij speelde met Duitsland –19 twee kwalificatiewedstrijden voor het EK –19 van 2017, tegen Oostenrijk (3-0) en Nederland (3-3, winst na strafschoppen). 
Met Duitsland –20 deed hij mee aan het WK –20 van 2017. Hij kwam in elke groepswedstrijd in actie: tegen Venezuela, Mexico en Vanuatu. Condé en Duitsland verloren in de achtste finale van Zambia (3-4 n.v.).

## Statistieken
| Seizoen | Club            | Competitie        | Competitie | Competitie | Beker | Beker | Overig | Overig | Totaal | Totaal |
| Seizoen | Club            | Competitie        | Wed.       | Dlp.       | Wed.  | Dlp.  | Dlp.   | Dlp.   | Wed.   | Dlp.   |
| ------- | --------------- | ----------------- | ---------- | ---------- | ----- | ----- | ------ | ------ | ------ | ------ |
| 2017/18 | → Holstein Kiel | 2. Bundesliga     | 6          | 0          | 2     | 0     | 0      | 0      | 8      | 0      |
| 2019/20 | Rot-Weiss Essen | Regionalliga West | 25         | 2          | 3     | 0     | 0      | 0      | 28     | 2      |
| 2020/21 | Rot-Weiss Essen | Regionalliga West | 33         | 2          | 6     | 0     | 0      | 0      | 39     | 2      |
| 2021/22 | 1. FC Magdeburg | 3. Liga           | 37         | 5          | 4     | 0     | 0      | 0      | 41     | 5      |
| 2022/23 | 1. FC Magdeburg | 2. Bundesliga     | 29         | 3          | 1     | 0     | 0      | 0      | 30     | 3      |
| 2023/24 | 1. FC Magdeburg | 2. Bundesliga     | 29         | 1          | 3     | 0     | 0      | 0      | 32     | 1      |
| 2024/25 | sc Heerenveen   | Eredivisie        | 15         | 0          | 3     | 0     | 0      | 0      | 18     | 0      |
| Totaal  | Totaal          | Totaal            | 174        | 13         | 22    | 0     | 0      | 0      | 196    | 13     |

Bijgewerkt op 16 juni 2025.